# Nathan Elkan

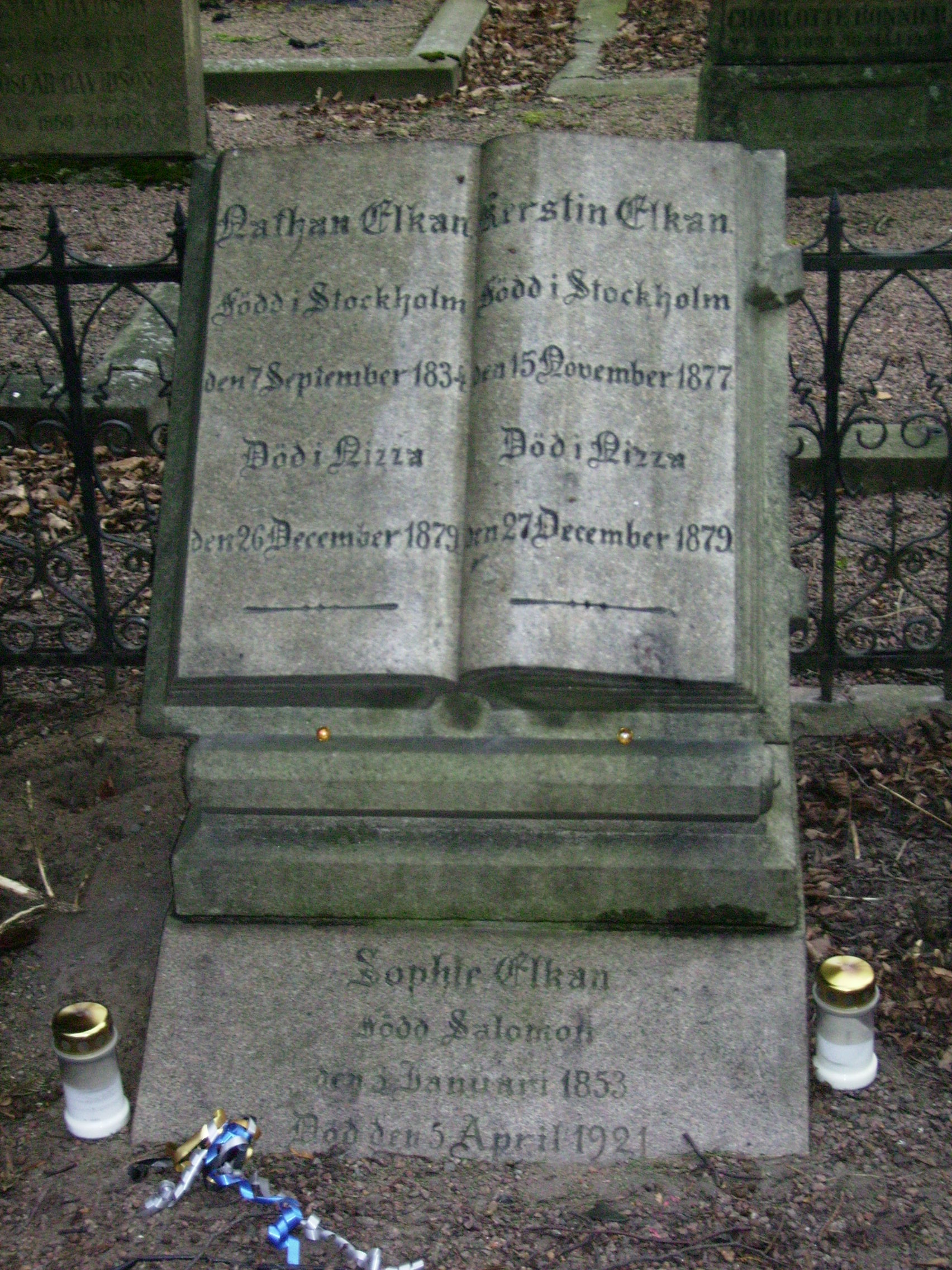
Familjen Elkans gravvård i Göteborg.

Nathan Elkan, född 7 september 1834 i Stockholm, död 25 december 1879 i Nice, var en svensk musikhandlare.
Elkan grundade 1859, tillsammans med Johan Albert Schildknecht, musikförlaget Elkan & Schildknecht i Stockholm.

## Biografi
Nathan Elkan gifte sig 1872 med sin 19 år yngre kusin Sophie Salomon. År 1877 fick de dottern Kerstin och Nathan insjuknade i tuberkulos. På hösten 1879 reste de till Nice för att hitta ett hälsosammare klimat, men Nathan Elkan dog på Annandag jul och dottern två dagar senare. De ligger båda begravda på den judiska begravningsplatsen i Göteborg där även Sophie Elkan senare begravdes. Resan till Nice och Nathans och dotterns död har Sophie Elkan skildrat i novellen Julvaka.